# 澄湖
澄湖是一个位于中国江苏省昆山市、苏州市吴江区的湖泊，面积约为45平方千米，平均水深约为1.8米，蓄水量约为8000万立方米。清顺治十八年铸钟刻有“天宝元年地陷成湖”，所以称作沉湖，后变为澄湖，为古太湖的遗迹，属于潟湖。